# Joseph Flummerfelt
Joseph Flummerfelt   (Vincennes, 24 de febrer de 1937 - Indianàpolis, 1 de març de 2019) fou un director d'orquestra estatunidenc.
Va ensenyar al "Westminster Choir College" de Princeton, Nova Jersey, durant tres dècades. Va ser cofundador del "Spoleto Festival USA" a Charleston, Carolina del Sud, el 1977, i el seu director d'activitats corals del 1977 al 2013. També va ser el mestre del cor del "Festival dei Due Mondi" a Itàlia del 1971 al 1993. Segons a "The New York Times", "va tenir un paper de grans dimensions, si no sempre molt visible, en la música clàssica americana".